# Bối cảnh lịch sử Sự kiện 11 tháng 9
Đầu thế kỷ XXI, những đồng minh quan trọng nhất của Hoa Kỳ ở Tây Á là Thổ Nhĩ Kỳ (thành viên của NATO), Israel và Ai Cập. Các quốc gia này vẫn nhận viện trợ tài chính từ Hoa Kỳ. Năm 2001, Hoa Kỳ có những căn cứ quân sự ở Ả Rập Saudi, Bahrain, Kuwait, Qatar và Oman.

## Bối cảnh lịch sử

### Trước thập niên 1970
- 1953–1979: Sau khi những quyền lợi về dầu mỏ của Anh bị quốc hữu hóa tại Iran, năm 1953, Hoa Kỳ giúp lật đổ chính quyền dân chủ của Thủ tướng Mohammed Mossadegh trong một cuộc đảo chính được CIA hỗ trợ, và ủng hộ chế độ độc tài của Mohammad Reza Pahlavi. Những người Hồi giáo bảo thủ giành được sự ủng hộ của dân chúng vì được xem như là một sự thay thế khả dĩ cho chế độ độc tài thế tục đang cầm quyền.
- 1967: Hoa Kỳ chủ trương Israel nên triệt thoái khỏi khu vực chiếm được trong cuộc Chiến tranh sáu ngày (Dải Gaza, Bơ Tây, Cao nguyên Golan).

### Thập niên 1970
- 1972–1973: Tháp Bắc (1972) và Tháp Nam (1973) của Trung tâm Thương mại Thế giới được hoàn tất.
- 1979: Một chính phủ được Liên Xô ủng hộ lên nắm quyền ở Afghanistan, Hoa Kỳ (Chính khách Jimmy Carter) và Pakistan bắt đầu vũ trang lực lượng nổi dậy Mujahadeen. Ronald Reagan đón tiếp "các chiến binh tự do" Mujahadeen tại Nhà Trắng. Trong số những người được Hoa Kỳ vũ trang và huấn luyện, có Osama bin Laden.
- 1979: Một cuộc nổi dậy được quần chúng ủng hộ đã lật đổ nhà vua độc tài Mohammad Reza Pahlavi. Phe Hồi giáo Shi'ite bảo thủ, dưới sự lãnh đạo của Ayatollah Khomeini, nắm chính quyền, thiết lập thể chế thần quyền cực đoan, ủng hộ các lực lượng Hồi giáo quá khích trong vùng.

### Thập niên 1980
- 1983: Binh sĩ Hoa Kỳ được gởi đến Liban như là một thành phần trong Lực lượng Gìn giữ Hòa Bình Liên Hợp Quốc. Hoa Kỳ rút quân sau khi dân quân Shiite được Iran hậu thuẫn đặt bom tòa đại sứ và căn cứ Thủy quân lục chiến Mỹ tại Beirut, giết chết 258 người Mỹ. Hải quân Hoa Kỳ, trong nỗ lực hỗ trợ Israel và các lực lượng đồng minh, nã pháo vào các ngôi làng và những khu dân cư ở Bayrut.
- 1980-1988: Hoa Kỳ cung cấp vũ khí cho cả hai phe trong cuộc chiến đẫm máu kéo dài giữa Iran và Iraq bùng nổ năm 1982, cùng Liên Xô, Pháp, Trung Quốc và những nước khác ủng hộ Iraq. Hoa Kỳ và các nước khác phong toả các nghị quyết của Hội đồng Bảo an Liên Hợp Quốc lên án cuộc xâm lăng của Iraq, rút tên Iraq khỏi danh sách các quốc gia bảo trợ khủng bố, cho phép chuyển giao vũ khí của Mỹ cho Iraq và tái lập quan hệ ngoại giao.
- 1987-1988: Hoa Kỳ gửi hải quân đến Vịnh Ba Tư để bảo vệ các tàu dầu và biểu thị sự ủng hộ dành cho Iraq. Ngày 17 tháng 3 năm 1987, một máy bay Iraq tấn công tàu khu trục USS Stark, giết chết 37 thủy thủ; cuộc tấn công được xem là một sự lầm lẫn từ cả hai phía. Tương tự, ngày 3 tháng 7 năm 1988, tàu tuần dương USS Vincennes bắn rơi chuyến bay 655 (Airbus A300) của hàng không Iran, 290 người thiệt mạng.
- 1989: Ra mắt Tập san Quốc phòng, trong đó trình bày chiến lược mới xác định nạn khủng bố quốc tế và các quốc gia "lưu manh" là mối đe doạ mới cho an ninh quốc gia, xếp Iraq và một số nước khác vào danh sách các nước "lưu manh", một năm trước khi Iraq xâm lăng Kuwait.
- Từ năm 1981-1988, Osama bin Laden thành lập al-Qaeda. Năm 1988, Liên Xô rút quân khỏi Afghanistan. Hoa Kỳ ngưng ủng hộ mujahadeen. Năm 1992, chính quyền cộng sản ở Afghanistan sụp đổ, một chính quyền mới thế chỗ, nhưng bùng nổ cuộc nội chiến trong vòng những phe phái chống đối nhau với phe được Pakistan ủng hộ và những nhóm bên ngoài, kể cả CIA.
- Suốt trong thập niên 1980, phong trào Hồi giáo phát triển lan toả, lợi dụng việc Hoa Kỳ ủng hộ những thể chế độc tài trong khu vực, rao giảng rằng tất cả chính quyền tại các nước Ả Rập đều thối nát và không đại diện cho Hồi giáo "chân chính"; như thế chúng phải bị phế bỏ và nên được thay thế bằng chính quyền Hồi giáo, cai trị đất nước theo luật Hồi giáo.

### Thập niên 1990
- 1990-1991: Viện cớ những tranh chấp về các mỏ dầu trên đường biên giới, Iraq xâm lăng Kuwait, bắt đầu Chiến tranh Vùng Vịnh. Lực lượng Liên quân quốc tế do Hoa Kỳ lãnh đạo đẩy lui quân đội Iraq và phục hồi vương triều của Kuwait. Khi Hoa Kỳ chấm dứt chiến tranh là lúc các phong trào chống đối tập trung sức mạnh ở phía nam (Hồi giáo Shi'ite) và phía bắc (người Kurd), nhưng Saddam Hussein ra tay chà nát họ và giành lại quyền lực. Hoa Kỳ và lực lượng đồng minh duy trì các căn cứ quân sự ở Ả Rập Xê Út. Osama bin Laden, giận dữ vì điều ông xem là sự hiện diện của bọn ngoại giáo tại thánh địa Mecca và Medina, quay sang đối nghịch Hoa Kỳ.
- 1991–2003: Hoa Kỳ và Liên Hợp Quốc duy trì lệnh cấm vận kinh tế toàn diện chống Iại Iraq như là điều kiện cần thiết để chấm dứt chương trình vũ khí hủy diệt hàng loạt của Iraq. Hơn một triệu tử vong tại Iraq được cho là do lệnh cấm vận. Những người chỉ trích cho rằng lệnh cấm vận chỉ làm suy yếu sự chống đối của dân chúng đối với Hussein và trừng phạt người dân vô tội. Osama bin Laden vẫn thường viện dẫn lệnh cấm vận như một biện minh cho chính nghĩa của mình. Hoa Kỳ thường thực hiện những cuộc oanh tạc vào Iraq. Hoa Kỳ và đồng minh tuần tra khu vực cấm bay ở phía bắc và phía nam Iraq để bảo vệ các thành phần thiểu số.
- 1991: Chiến tranh Lạnh chấm dứt với việc chia cắt Liên Xô thành các nước cộng hoà độc lập.
- Tháng 1 năm 1993: Trung tâm Thương mại Thế giới (World Trade Center) bị đánh bom; một nhóm được cho là có sự ủng hộ của bin Laden dùng xe bom đột nhập vào trung tâm, cho nổ tại bãi đậu xe ở tầng hầm của toà tháp bắc. Sáu người thiệt mạng và hơn một ngàn người bị thương. Năm 1997, sáu phần tử Hồi giáo cực đoan bị kết án, mỗi người 240 năm tù.
- 1994: Quyền công dân Ả Rập Xê Út của Osama bin Laden bị thu hồi. Bin Laden đến Sudan.
- Ngày 11 tháng 12 năm 1994: Một quả bom nhỏ phát nổ trên chuyến bay 434 của Philippine Airlines, giết chết một doanh nhân Nhật Bản. Về sau phát hiện rằng Ramzi Yousef đặt bom trên chuyến bay ấy để thử nghiệm cho kế hoạch khủng bố của hắn.
- Ngày 6 tháng 1 – 7 tháng 1 năm 1995: Chiến dịch Bojinka bị phát hiện trong một máy tính xách tay và nhiều đĩa mềm bị tìm thấy trong một chung cư ở Manila khi sau khi xảy ra hoả hoạn ở đây. Kẻ chủ mưu Abdul Hakim Murad bị bắt giữ. Một tháng sau, Ramzi Yousef bị bắt; nhà tài chính Wali Khan Amin Shah bị bắt vào cuối năm, nhưng Khalid Sheik Mohammed vẫn chưa bị bắt giữ cho đến năm 2003.
- Tháng 1 năm 1995: Ramzi Yousef bị bắt tại Lahore, Pakistan.
- Ngày 13 tháng 11 năm 1995: Một quả bom phát nổ tại bộ chỉ huy quân đội Mỹ tại Riyadh, Ả Rập Xê Út giết chết 5 người Mỹ và 2 người Ấn Độ.
- Tháng 12 năm 1995: Người cung cấp tài chính cho chiến dịch Bonjinka, bị bắt giữ tại Malaysia.
- 1996: Phong trào Hồi giáo cực đoan Taliban chiếm thủ đô Kabul và phần lớn lãnh thổ Afghanistan từ tay những nhóm mujahdeen địa phương. Chính quyền Taliban được công nhận bởi Pakistan, Ả Rập Xê Út và UAE. Bin Laden rời Sudan để đến Afghanistan. Phần lãnh thổ còn lại vẫn ở dưới quyền kiểm soát của Liên minh phương Bắc, qui tụ các nhóm mujahadeen địa phương, cùng những người thuộc chính quyền cộng sản cũ và thành phần thiểu số (người Afghanistan theo Taliban thuộc nhóm Pashtun đa số).
- Ngày 25 tháng 6 năm 1996: Bom nổ tại doanh trại quân đội mỹ ở Dhahran, Ả Rập Xê Út, 19 người thiệt mạng, 500 người bị thương.
- Tháng 1 năm 1998: Osama bin Laden và thành phần Hồi giáo cực đoan ra một giáo lệnh (fatwa), tuyên cáo rằng nghĩa vụ tôn giáo của mọi người Hồi giáo là "giết người Mỹ và đồng minh của chúng – dân sự hoặc quân đội... tại bất cứ nơi đâu nếu có thể". Dựa trên sự ủng hộ của Hoa Kỳ đối với Israel và hành động của quốc gia này trong và sau Chiến tranh Vùng Vịnh mà bin Laden đã ra giáo lệnh này.
- Tháng 7 năm 1998: Nổ bom tại các sứ quán Hoa Kỳ ở Dar Es Salaam, Tanzania và Nairobi, Kenya. Hơn 200 người thiệt mạng. Hoa Kỳ tin bin Laden có dính líu.
- Ngày 21 tháng 8 năm 1998: Hoa Kỳ dùng hoả tiễn cruise huỷ diệt nhà máy dược phẩm ở Sudan (cung cấp một nửa lượng thuốc cho Sudan), dựa trên những chứng cớ thiếu chính xác cho rằng nhà máy có dính líu đến việc chế tạo vũ khí hoá học; tìm cách sát hại bin Laden khi bắn tên lửa cruise và căn trại của bin Laden ở Afghanistan đang khi diễn ra một cuộc họp của các thủ lĩnh khủng bố (Chiến dịch Infinite Reach). Chỉ có 24 người thiệt mạng nhờ những tính toán chính xác, nhưng các thủ lĩnh kịp di tản trước đó, bin Laden vô sự. Hoa Kỳ ngăn cản cuộc điều tra của Liên hiệp quốc về vụ tấn công Sudan. Sudan được phép nhập khẩu dược phẩm từ Hoa Kỳ để thay thế số thuốc bị mất.
- Tháng 12 năm 1998: Viện cớ Iraq thiếu hợp tác trong một báo cáo của Liên hiệp quốc, không quân Hoa Kỳ và Anh Quốc tấn công Iraq. Toán thanh tra vũ khí của Liên hiệp quốc rời khỏi Iraq, sau đó không được phép trở lại. Sau vụ oanh tạc của Hoa Kỳ và Anh, Chiến dịch Desert Fox tìm cách huỷ diệt vũ khí giết người hàng loạt của Iraq. Hoa Kỳ và Anh giới thiệu Rules of Engagement, mở đường cho những vụ oanh tạc vào các căn cứ phòng không của Iraq.
- 1999: Xảy ra hạn hán ở Afghanistan.
- Ngày 23 tháng 9 năm 1999: Thống đốc Texas George W. Bush tuyên bố trên website Ủy ban Thăm dò tranh cử Tổng thống của ông, nếu trở thành Tổng thống Hoa Kỳ ông sẽ xem vấn đề an ninh nội địa là ưu tiên hàng đầu:

"Việc nước Mỹ tự bảo vệ mình sẽ trở thành ưu tiên hàng đầu trong thế kỷ mới. Một khi đối sách chiến lược trì trệ, vấn đề an ninh nội địa trở nên một nghĩa vụ cấp bách. Chúng ta cần cho mọi quốc gia và mọi tổ chức biết rằng, nếu họ bảo trợ những vụ tấn công, phản ứng của chúng là sẽ là quyết liệt. Nếu đắc cử tổng thống, tôi sẽ thiết lập ba mục tiêu: tôi sẽ phục hồi mối quan hệ tín cẩn giữa tổng thống và quân đội, tôi sẽ bảo vệ nhân dân Mỹ chống lại hoả tiễn và khủng bố, và tôi sẽ bắt tay xây dựng quân đội cho thế kỷ kế tiếp. Quân lực của chúng ta cần tập trung vào một sứ mạng rõ ràng. Sứ mạng ấy là ngăn ngừa chiến tranh – và phải chiến thắng nếu không thể ngăn ngừa chiến tranh. Bố trí quân đội vào vô số chiến dịch mơ hồ và không có mục đích là phương cách mau chóng nhất làm tan rã tinh thần chiến đấu."
- Ngày 12 tháng 12 năm 1999: Nhà cầm quyền Jordan che giấu một âm mưu đánh bom các mục tiêu ở nước này như là một phần trong kế hoạch tấn công thiên niên kỷ 2000. 28 người bị bắt giữ, trong đó 22 người bị kết án.
- Ngày 14 tháng 12 năm 1999: Ahmed Ressan bị bắt tại biên giới Mỹ – Canada với hợp chất hóa học gây nổ nitroglycerin tìm thấy trong xe. Ressan và ba người Algérie khác bị giới chức thẩm quyền Mỹ cáo buộc âm mưu đặt bom Phi trường Quốc tế Los Angeles như là một phần thuộc kế hoạch tấn công thiên niên kỷ 2000.
- Ngày 24 tháng 12 (Đêm Giáng sinh) năm 1999: Chuyến bay 814 của Indian Airlines cất cánh từ Kathmandu, Nepal đến Phi trường quốc tế Indira Gandhi, Ấn Độ bị không tặc. Phi cơ phải bay đến các địa điểm khác nhau ở Nam Á và Đông Nam Á trong khi diễn ra cuộc đàm phán giữa các viên chức Chính phủ Ấn Độ và chính phủ Taliban. Một hành khách bị giết, một số khác được phóng thích.
- Ngày 31 tháng 12 năm 1999: Tất cả con tin còn lại trên chuyến bay 814 của Indian Airlines được tự do sau khi một phần tử Hồi giáo được Ấn Độ trả tự do.
- Ngày 3 tháng 1: Một âm mưu bất thành nhằm đánh chìm khu trục hạm USS The Sullivians của Hải quân Hoa Kỳ khi một chiếc thuyền chứa đầy chất nổ bị chìm. Âm mưu này thuộc kế hoạch tấn công thiên niên kỷ 2000.

### Từ năm 2000
- Ngày 5 tháng 1 – 8 tháng 1 năm 2000: Cuộc họp cấp cao năm 2000 của tổ chức al Qaeda được triệu tập ở Kuala Lumpur, Malaysia trong một chung cư. Nawaf al-Hazmi và Khalid al-Mihdhar, được cho là không tặc trên chuyến bay 77 của American Airlines trong cuộc tấn công 11 tháng 9, đã đến dự họp.
- Tháng 10 năm 2000: Tấn công bằng bom vào khu trục hạm USS Cole của Hải quân Hoa Kỳ giết chết 17 thủy thủ, thủ phạm bị nghi là nhóm al-Qaida của Osama bin Laden.
- Ngày 15 tháng 9 năm 2000: Tiến trình hòa bình Israel-Palestine đình trệ, bùng nổ làn sóng bạo động al-Aqsa Intifada.
- Tháng 5 năm 2001: Hoa Kỳ viện trợ 43 triệu USD cho Taliban giúp hạ giảm mức sản xuất cây anh túc (là nguồn sản xuất heroin).

## Tin tình báo trước 11 tháng 9
- Ngày 22 tháng 6 năm 2001: Bộ Ngoại giao Hoa Kỳ đưa ra lời cảnh báo cho công dân Mỹ khắp thế giới về khả năng xảy ra tấn công khủng bố liên quan đến Osama bin Laden. Lời cảnh báo sẽ hết hạn hoặc sẽ được cập nhật ngày 22 tháng 9.
- Ngày 28 tháng 6 năm 2001: Thượng nghị sĩ Warner phát biểu khi làm chứng trước Ủy ban Quân bị Thượng viện rằng ông xem xét bản đệ trình ngân sách "bởi vì chúng ta cần phải chuẩn bị cho một cuộc tấn công khủng bố sẽ xảy ra tại đây, ngay trong nước theo một cách nào đó tại các thành phố của Hoa Kỳ, chúng ta cần có cách đối phó tốt nhất.".
- Ngày 20 tháng 7 năm 2001: Hội nghị thượng đỉnh G8 khai mạc tại Genova, Ý. Các biện pháp an ninh được siết chặt do những đám đông biểu tình và do tin tình báo cho biết những tay khủng bố có liên quan đến Osama bin Laden đang âm mưu tấn công hội nghị nhằm sát hại George W. Bush và những người khác. Kế hoạch tấn công gồm có việc sử dụng một máy bay chứa đầy thuốc nổ đâm vào các tòa nhà dùng làm nơi tổ chức hội nghị hoặc làm nơi lưu trú cho các đại biểu. Nhiều biện pháp đề phòng được áp dụng: George W. Bush được sắp xếp ở một nơi riêng biệt, chiến đấu cơ phản lực tuần tra trên bầu trời thành phố, thiết lập một khu vực cấm bay rộng lớn, bố trí các pháo đội hoả tiễn đất đối không chung quanh thành phố.
- Ngày 6 tháng 8 năm 2001: Trong buổi tường trình ngắn thường nhật, George W. Bush được báo cho biết Osama bin Laden quyết tâm tấn công các mục tiêu bên trong nước Mỹ và FBI tin rằng những hoạt động đồng bộ với việc chuẩn bị cướp máy bay đang được tiến hành.
- Ngày 18 tháng 8 năm 2001: Báo cáo của FBI cho rằng nếu được trả tự do, nghi can Zacarias Moussaoui "có thể cướp một máy bay và đâm vào Trung tâm Thương mại Thế giới".
- Ngày 9 tháng 9 năm 2001: Taliban ám sát Ahmed Shah Massoud, thủ lĩnh quân sự Liên minh phương Bắc của phe chống đối ở Afghanistan (Massoud chết ngày 13 tháng 9).
- Ngày 10 tháng 9 năm 2001: Cơ quan An ninh Quốc gia Hoa Kỳ (NSA) bắt được hai lời nhắn bằng tiếng Ả Rập gửi đi từ Ả Rập Xê Út đến Afghanistan. Giới chức Hoa Kỳ tin rằng hai người ở Afghanistan có liên quan đến Al-Qaida. Nội dung hai lời nhắn là "Ngày mai là giờ số không" và "Trận đấu bắt đầu vào ngày mai". Tuy nhiên, vì cho là lời nhắn ngụ ý cuộc tấn công chưa gần kề nên mãi đến ngày 12 tháng 9, hai lời nhắn này mới được dịch ra tiếng Anh.
- Ngày 11 tháng 9 năm 2001: Xảy ra cuộc tấn công.

### Những cảnh báo
Trong những tháng trước ngày 11 tháng 9, chính phủ của ít nhất là bốn quốc gia – Đức, Ai Cập, Nga và Israel – đã đưa ra những cảnh báo "khẩn cấp" cho Hoa Kỳ về một cuộc tấn công khủng bố sắp xảy ra, cho biết máy bay thương mại có thể bị cướp để tấn công các mục tiêu ngay tại Mỹ (xem danh sách những cảnh báo tình báo trong tháng 7–8 năm 2001). Những cảnh báo của Ai Cập và Pháp được cho là có nguồn gốc từ Mossad và tình báo Đức.
"Không ai biết thời điểm chính xác những cảnh báo này được gởi đến, chỉ sau khi xảy ra sự kiện 11/9, chúng mới được công bố".
- Trong tháng 6, Cơ quan Tình báo Đức (BND) báo cho tình báo Mỹ và Israel biết các phần tử khủng bố Trung Đông đang "âm mưu cướp máy bay thương mại và sử dụng chúng như một loại vũ khí để tấn công những biểu tượng quan trọng của nền văn hoá Mỹ và Israel" (Nguồn: Frankfurter Allgemeine Zeitung, 14 tháng 9 năm 2001).
- Ngày 13 tháng 6, Ai Cập gởi cảnh báo khẩn cấp đến Hoa Kỳ, Tổng thống Ai Cập Hosni Mubarak nói với nhật báo Pháp Le Figaro rằng lời cảnh báo này đã được gởi đi ngay trước kỳ họp thượng đỉnh G-8 ở Genova và được xem xét nghiêm túc đủ để cho bố trí những pháo đội phòng không chung quanh phi trường Genova. Theo Mubarak, "một phi cơ chứa đầy chất nổ" được nói đến trong nguồn tin. (Nguồn: New York Times, 26 tháng 9 năm 2001).
- Trong suốt mùa hè, tình báo Nga đã lưu ý CIA rằng có 25 phần tử khủng bố được huấn luyện kỹ năng lái máy bay cho các sứ mạng cảm tử.
- Ngày 15 tháng 9, trong một cuộc phỏng vấn của MSNBC, Tổng thống Nga Vladimir Putin khẳng định rằng trong tháng 8 ông đã chỉ thị tình báo Nga cảnh báo chính phủ Hoa Kỳ bằng "những lời lẽ mạnh mẽ nhất có thể" về những vụ tấn công sắp xảy ra nhắm vào các phi cảng và toà nhà chính phủ. (Nguồn: From The Wilderness web site; MSNBC).
- Trong tháng 8, tình báo Israel, Mossad, cảnh báo FBI và CIA rằng có đến 200 thuộc hạ của Osama bin Laden đang đột nhập vào nước Mỹ để chuẩn bị cho "một cuộc tấn công lớn vào Hoa Kỳ". Lời cảnh báo này có nói đến một "mục tiêu quy mô lớn", và tờ Los Angeles Times trích dẫn lời của các viên chức Mỹ giấu tên xác nhận rằng cảnh báo của Mossad đã đến tay người Mỹ. (Nguồn: Sunday Telegraph, 16 tháng 9 năm 2001; Los Angeles Times, 20 tháng 9 năm 2001).
- Nhật báo The Independent của Anh cho đăng một bài viết khẳng định rằng Chính phủ Mỹ "đã được cảnh báo nhiều lần về một vụ tấn công thảm khốc nhắm vào nước Mỹ đang được tiến hành". Tờ báo này cũng trích dẫn một cuộc phỏng vấn Osama bin Laden của một nhật báo tiếng Ả Rập đặt trụ sở tại Luân Đôn, al-Quds al-Arabi, vào cuối tháng 8 (Nguồn: Independent, 17 tháng 9 năm 2001).